# Pablo Llamas Ruiz
Pablo Llamas Ruiz (* 13. Oktober 2002 in Jerez de la Frontera) ist ein spanischer Tennisspieler.

## Karriere
Llamas Ruiz spielte bis 2020 auf der ITF Junior Tour. In der Jugend-Rangliste erreichte er mit Rang 24 seine höchste Notierung. Bei Grand-Slam-Turnieren war er im Einzel 2019 bei den French Open am erfolgreichsten, indem er das Achtelfinale erreichte. Im Doppel stand er zweimal im Viertelfinale.
Bei den Profis war Llamas Ruiz 2019 das erste Mal in der Weltrangliste platziert. In diesem Jahr gewann er im Doppel auf der drittklassigen ITF Future Tour auch seinen ersten Titel. Im Einzel siegte er 2020 das erste Mal, wodurch er das Jahr 2020, was durch die Corona-Pandemie verkürzt war, auf Platz 671 beendete. Im Einzel ging es 2021 weiter nach vorne: neben dem zweiten Titel verbuchte er auch seinen ersten Sieg auf der ATP Challenger Tour in Sevilla. Bis zur Jahreshälfte 2022 unterlag Llamas Ruiz in drei Future-Endspiel, zog damit aber erstmals in die Top 500 ein. In Braga erreichte er aus der Qualifikation heraus das erste Viertelfinale eines Challengers, in Valencia und Maspalomas stand er wenig später jeweils im Halbfinale. Er schloss das Jahr auf Rang 355 ab.
Anfang 2023 nahm der Spanier zunächst noch an Futures teil. Im Einzel gewann er seinen dritten Titel. Danach legte er seinen Fokus voll auf die Challengers. Hier knüpfte er an seine Erfolge an. In Murcia erreichte er ohne Satzverlust das Halbfinale. Der erste Einsatz auf der höchsten Turnierebene, der ATP Tour, erfolgte im Mai 2023 in Lyon, wo er zunächst die Qualifikation überstanden hatte und anschließend Max Purcell in der ersten Runde schlug, ehe er der Nummer 10 der Welt, Félix Auger-Aliassime, unterlag. In der Folgewoche erreichte er das Endspiel des Challengers in Vicenza, das er gegen Francisco Comesaña verlor. Sein zweites Endspiel zwei Monate später in Segovia entschied er gegen Antoine Escoffier für sich. Mit Quentin Halys besiegte er beim Challenger in Lyon erstmals einen Spieler der Top 100. Durch seine Weltranglistenposition nahm Llamas Ruiz in Wimbledon und New York an der Qualifikation für die Grand-Slam-Turniere teil. Beide Male schied er in der zweiten Runde aus. Im Oktober stieg er auf sein Karrierehoch von Rang 132.

## Erfolge
| Legende (Anzahl der Siege) |
| Grand Slam                 |
| ATP Tour Finals            |
| ATP Tour Masters 1000      |
| ATP Tour 500               |
| ATP Tour 250               |
| ATP Challenger Tour (1)    |

### Einzel

#### Turniersiege
| Nr. | Datum         | Turnier | Belag     | Finalgegner       | Ergebnis   |
| --- | ------------- | ------- | --------- | ----------------- | ---------- |
| 1.  | 30. Juli 2023 | Segovia | Hartplatz | Antoine Escoffier | 7:69, 7:65 |